# أحمد عبد الله التيهاني
أحمد عبد الله التيهاني شاعر وناقد سعودي، ولد في مدينة أبها عام 1970م (1390م). يكتب في صحيفة الوطن السعودية، وصدر له عدد من الدواوين الشعرية والمؤلفات منها ديوان (أماريق)، وكتاب (الشعر في عسير 1351 – 1430هـ) الكتاب الفائز بجائزة الملك عبدالعزيز للكتاب (فرع الأدب) في المملكة العربية السعودية عام 2019.

## التعليم
- حاصل على الدكتوراه في الأدب والنقد من قسم الأدب بكلية اللغة العربية في جامعة الإمام محمد بن سعود الإسلامية عام 1436هـ (2015م).
- حاصل على الماجستير في الأدب العربي القديم من قسم الأدب كلية اللغة العربية في جامعة الإمام محمد بن سعود الإسلامية عام 1423هـ.[5]

## العمل
- عضو هيئة التدريس في قسم اللغة العربية وآدابها بكلية العلوم الإنسانية في جامعة الملك خالد.[6]
- عمل رئيسًا لقسم اللغة العربية وآدابها بكلية العلوم الإنسانية في جامعة الملك خالد.
- عضو مجلس إدارة نادي أبها الأدبي على مدى ثلاث دورات متتالية.[5]

## إصدارات
| الإصدار                                        | سنة النشر | ملاحظات |
| ---------------------------------------------- | --------- | ------- |
| أماريق (ديوان شعر)                             | 2000      |         |
| فاعلاتن (ديوان شعر)                            | 2006      | [ 7 ]   |
| لابةُ غَسَّان (ديوان شعر)                          | 2010      | [ 8 ]   |
| شأة وتطوّر فنون الأدب في منطقة عسير: رصد تاريخي | 2015      | [ 9 ]   |
| الشعر في عسير 1351 – 1430هـ                    | 2016      | [ 10 ]  |

## الجوائز والتكريم
جائزة الملتقى الشعري الأول بنادي أبها الأدبي عام 1418هـ..
جائزة أفضل أداء إعلامي بجائزة المفتاحة عام 1423هـ.